# Dit er livet
Dit er livet er en dansk dokumentarfilm fra 1958 instrueret af Barbro Boman efter eget manuskript.

## Handling
Ved at fortælle om to skæbner belyses de vanføres problemer, som det er vigtigt, at have kendskab til, for at vanfører gnidningsløst kan kan glide ind i det daglige samvær med deres medmennesker.